# Collegio di Saffron Walden
Saffron Walden è stato un collegio elettorale situato nell'Essex, nell'Est dell'Inghilterra, e rappresentato alla Camera dei comuni del Parlamento del Regno Unito. Eleggeva un membro del parlamento con il sistema first-past-the-post, ossia maggioritario a turno unico; il collegio è stato abolito in occasione della revisione periodica del 2024.

## Estensione
- 1885-1918: il Municipal Borough di Saffron Walden, le divisioni sessionali di Freshwell, Hinckford North e Walden, parte della divisione sessionale di Hinckford South (Halstead Bench), la parte del Municipal Borough di Sudbury nella contea dell'Essex, e la parrocchia civile di Thaxted.
- 1918-1950: il Municipal Borough di Saffron Walden, il distretto urbano di Halstead, e i distretti rurali di Belchamp, Bumpstead, Dunmow, Halstead, Saffron Walden e Stansted.
- 1950-1974: il Municipal Borough di Saffron Walden, il distretto urbano di Halstead, i distretti rurali di Dunmow, Halstead e Saffron Walden, e nel distretto rurale di Braintree le parrocchie civili di Bardfield Saling e Great Bardfield.
- 1974-1983: il Municipal Borough di Saffron Walden, il distretto urbano di Halstead, e i distretti rurali di Dunmow, Halstead e Saffron Walden.
- 1983-1997: il distretto di Uttlesford, e i ward del distretto di Braintree di Bumpstead, Castle Hedingham, Colne Engaine and Greenstead Green, Earls Colne, Gosfield, Halstead St Andrews, Halstead Trinity, Sible Hedingham, Stour Valley Central, Stour Valley North, Stour Valley South, Upper Colne e Yeldham.
- 1997-2010: il distretto di Uttlesford, e i ward del distretto di Braintree di Bumpstead, Castle Hedingham, Colne Engaine and Greenstead Green, Halstead St Andrews, Halstead Trinity, Sible Hedingham, Stour Valley Central, Stour Valley North, Stour Valley South, Upper Colne e Yeldham.
- 2010-2024: il distretto di Uttlesford, e i ward del borgo di Chelmsford di Boreham and The Leighs, Broomfield and The Walthams, Chelmsford Rural West e Writtle.

## Membri del parlamento
| Elezione | Elezione         | Deputato              | Partito                          |
| -------- | ---------------- | --------------------- | -------------------------------- |
|          | 1885             | Herbert Gardner       | Liberale                         |
| 1895     | Charles Gold     |                       | Liberale                         |
| 1900     | Armine Wodehouse |                       | Liberale                         |
| 1901 (S) | Jack Pease       |                       | Liberale                         |
|          | Gen 1910         | Douglas Proby         | Conservatore                     |
|          | Dic 1910         | Cecil Beck            | Liberale                         |
|          | 1919             | Cecil Beck            | Coalizione Liberale              |
|          | 1921             | Cecil Beck            | Gruppo Parlamentare Indipendente |
|          | 1922             | William Foot Mitchell | Conservatore                     |
| 1929     | Rab Butler       |                       | Conservatore                     |
| 1956 (S) | Peter Kirk       |                       | Conservatore                     |
| 1977 (S) | Alan Haselhurst  |                       | Conservatore                     |
| 2017     | Kemi Badenoch    |                       | Conservatore                     |
|          | 2024             | Collegio abolito      | Collegio abolito                 |

## Elezioni

### Elezioni negli anni 2010
| Partito                    | Partito                                   | Candidato                  | Risultati 12 dicembre 2019 | Risultati 12 dicembre 2019 |
| Partito                    | Partito                                   | Candidato                  | Voti                       | %                          |
| -------------------------- | ----------------------------------------- | -------------------------- | -------------------------- | -------------------------- |
|                            | Conservatore                              | Kemi Badenoch              | 39 714                     | 62,95                      |
|                            | Lib Dem                                   | Mike Hibbs                 | 12 120                     | 19,21                      |
|                            | Laburista                                 | Thomas Van De Bilt         | 8 305                      | 13,16                      |
|                            | Verdi                                     | Coby Wing                  | 2 947                      | 4,67                       |
|                            |                                           |                            |                            |                            |
| Iscritti                   | Iscritti                                  | Iscritti                   | 87 017                     | 100,00                     |
| ↳ Votanti (% su iscritti)  | ↳ Votanti (% su iscritti)                 | ↳ Votanti (% su iscritti)  | 63 086                     | 72,50                      |
| ↳ Astenuti (% su iscritti) | ↳ Astenuti (% su iscritti)                | ↳ Astenuti (% su iscritti) | 23 931                     | 27,50                      |
|                            |                                           |                            |                            |                            |
|                            | Esito: collegio confermato a Conservatore |                            |                            |                            |

| Partito                    | Partito                                   | Candidato                  | Risultati 8 giugno 2017 | Risultati 8 giugno 2017 |
| Partito                    | Partito                                   | Candidato                  | Voti                    | %                       |
| -------------------------- | ----------------------------------------- | -------------------------- | ----------------------- | ----------------------- |
|                            | Conservatore                              | Kemi Badenoch              | 37 629                  | 61,78                   |
|                            | Laburista                                 | Jane Berney                | 12 663                  | 20,79                   |
|                            | Lib Dem                                   | Mike Hibbs                 | 8 528                   | 14,00                   |
|                            | UKIP                                      | Lorna Howe                 | 2 091                   | 3,43                    |
|                            |                                           |                            |                         |                         |
| Iscritti                   | Iscritti                                  | Iscritti                   | 83 325                  | 100,00                  |
| ↳ Votanti (% su iscritti)  | ↳ Votanti (% su iscritti)                 | ↳ Votanti (% su iscritti)  | 60 911                  | 73,10                   |
| ↳ Astenuti (% su iscritti) | ↳ Astenuti (% su iscritti)                | ↳ Astenuti (% su iscritti) | 22 414                  | 26,90                   |
|                            |                                           |                            |                         |                         |
|                            | Esito: collegio confermato a Conservatore |                            |                         |                         |

| Partito                    | Partito                                   | Candidato                  | Risultati 7 maggio 2015 | Risultati 7 maggio 2015 |
| Partito                    | Partito                                   | Candidato                  | Voti                    | %                       |
| -------------------------- | ----------------------------------------- | -------------------------- | ----------------------- | ----------------------- |
|                            | Conservatore                              | Alan Haselhurst            | 32 926                  | 57,20                   |
|                            | UKIP                                      | Peter Day                  | 7 935                   | 13,78                   |
|                            | Laburista                                 | Jane Berney                | 6 791                   | 11,80                   |
|                            | Lib Dem                                   | Mike Hibbs                 | 6 079                   | 10,56                   |
|                            | Verdi                                     | Karmel Stannard            | 2 174                   | 3,78                    |
|                            | Residents for Uttlesford                  | Heather Asker              | 1 658                   | 2,88                    |
|                            |                                           |                            |                         |                         |
| Iscritti                   | Iscritti                                  | Iscritti                   | 80 620                  | 100,00                  |
| ↳ Votanti (% su iscritti)  | ↳ Votanti (% su iscritti)                 | ↳ Votanti (% su iscritti)  | 57 563                  | 71,40                   |
| ↳ Astenuti (% su iscritti) | ↳ Astenuti (% su iscritti)                | ↳ Astenuti (% su iscritti) | 23 057                  | 28,60                   |
|                            |                                           |                            |                         |                         |
|                            | Esito: collegio confermato a Conservatore |                            |                         |                         |

| Partito                    | Partito                                   | Candidato                  | Risultati 6 maggio 2010 | Risultati 6 maggio 2010 |
| Partito                    | Partito                                   | Candidato                  | Voti                    | %                       |
| -------------------------- | ----------------------------------------- | -------------------------- | ----------------------- | ----------------------- |
|                            | Conservatore                              | Alan Haselhurst            | 30 155                  | 55,40                   |
|                            | Lib Dem                                   | Peter Wilcock              | 14 913                  | 27,40                   |
|                            | Laburista                                 | Barbara Light              | 5 288                   | 9,72                    |
|                            | UKIP                                      | Roger Lord                 | 2 288                   | 4,20                    |
|                            | BNP                                       | Chrissie Mitchell          | 1 050                   | 1,93                    |
|                            | Verdi                                     | Reza Hossain               | 735                     | 1,35                    |
|                            |                                           |                            |                         |                         |
| Iscritti                   | Iscritti                                  | Iscritti                   | 76 018                  | 100,00                  |
| ↳ Votanti (% su iscritti)  | ↳ Votanti (% su iscritti)                 | ↳ Votanti (% su iscritti)  | 54 429                  | 71,60                   |
| ↳ Astenuti (% su iscritti) | ↳ Astenuti (% su iscritti)                | ↳ Astenuti (% su iscritti) | 21 589                  | 28,40                   |
|                            |                                           |                            |                         |                         |
|                            | Esito: collegio confermato a Conservatore |                            |                         |                         |

### Elezioni negli anni 2000
| Partito                    | Partito                                   | Candidato                  | Risultati 5 maggio 2005 | Risultati 5 maggio 2005 |
| Partito                    | Partito                                   | Candidato                  | Voti                    | %                       |
| -------------------------- | ----------------------------------------- | -------------------------- | ----------------------- | ----------------------- |
|                            | Conservatore                              | Alan Haselhurst            | 27 263                  | 51,42                   |
|                            | Lib Dem                                   | Elfreda Tealby-Watson      | 14 255                  | 26,89                   |
|                            | Laburista                                 | Swatantra Nandanwar        | 8 755                   | 16,51                   |
|                            | UKIP                                      | Raymond Tyler              | 1 412                   | 2,66                    |
|                            | Democratici                               | Raymond Brown              | 860                     | 1,62                    |
|                            | Veritas                                   | Trevor Hackett             | 475                     | 0,90                    |
|                            |                                           |                            |                         |                         |
| Iscritti                   | Iscritti                                  | Iscritti                   | 77 628                  | 100,00                  |
| ↳ Votanti (% su iscritti)  | ↳ Votanti (% su iscritti)                 | ↳ Votanti (% su iscritti)  | 53 020                  | 68,30                   |
| ↳ Astenuti (% su iscritti) | ↳ Astenuti (% su iscritti)                | ↳ Astenuti (% su iscritti) | 24 608                  | 31,70                   |
|                            |                                           |                            |                         |                         |
|                            | Esito: collegio confermato a Conservatore |                            |                         |                         |

| Partito                    | Partito                                   | Candidato                  | Risultati 7 giugno 2001 | Risultati 7 giugno 2001 |
| Partito                    | Partito                                   | Candidato                  | Voti                    | %                       |
| -------------------------- | ----------------------------------------- | -------------------------- | ----------------------- | ----------------------- |
|                            | Conservatore                              | Alan Haselhurst            | 24 485                  | 48,93                   |
|                            | Lib Dem                                   | Elfreda Tealby-Watson      | 12 481                  | 24,94                   |
|                            | Laburista                                 | Tania Rogers               | 11 305                  | 22,59                   |
|                            | UKIP                                      | Richard Glover             | 1 769                   | 3,54                    |
|                            |                                           |                            |                         |                         |
| Iscritti                   | Iscritti                                  | Iscritti                   | 76 748                  | 100,00                  |
| ↳ Votanti (% su iscritti)  | ↳ Votanti (% su iscritti)                 | ↳ Votanti (% su iscritti)  | 50 040                  | 65,20                   |
| ↳ Astenuti (% su iscritti) | ↳ Astenuti (% su iscritti)                | ↳ Astenuti (% su iscritti) | 26 708                  | 34,80                   |
|                            |                                           |                            |                         |                         |
|                            | Esito: collegio confermato a Conservatore |                            |                         |                         |

## Risultati dei referendum

### Referendum sulla permanenza del Regno Unito nell'Unione europea del 2016
|             | Collegio       | Lasciare UE % | Rimanere in UE % |
| ----------- | -------------- | ------------- | ---------------- |
|             | Saffron Walden | 50,9%         | 49,1%            |
| Inghilterra | 53,3%          | 46,7%         |                  |
| Regno Unito | 51,9%          | 48,1%         |                  |